# 东风本田汽车
东风本田汽车有限公司是中國大陸兩間專門生產銷售本田品牌汽車的公司之一，成立于2003年7月16日，由东风汽车公司和本田技研工业株式会社共同投资组建而成，总部位于湖北省武汉。

## 产品
本田（HONDA）品牌
- CR-V（CR-V）
- 思域（Civic）
- 思铂睿（Spirior）(謳歌 TSX為原型車)
- 艾力绅（Elysion）
- 杰德（Jade）
- 炫威（XR-V）
- UR-V（UR-V）
- 英诗派（Inspire）
- 哥瑞（Greiz）
- 竞瑞(Gienia)
- 享域(Envix)
- 来福酱(Life)

思铭(CIIMO)品牌
- 思铭（CIIMO）

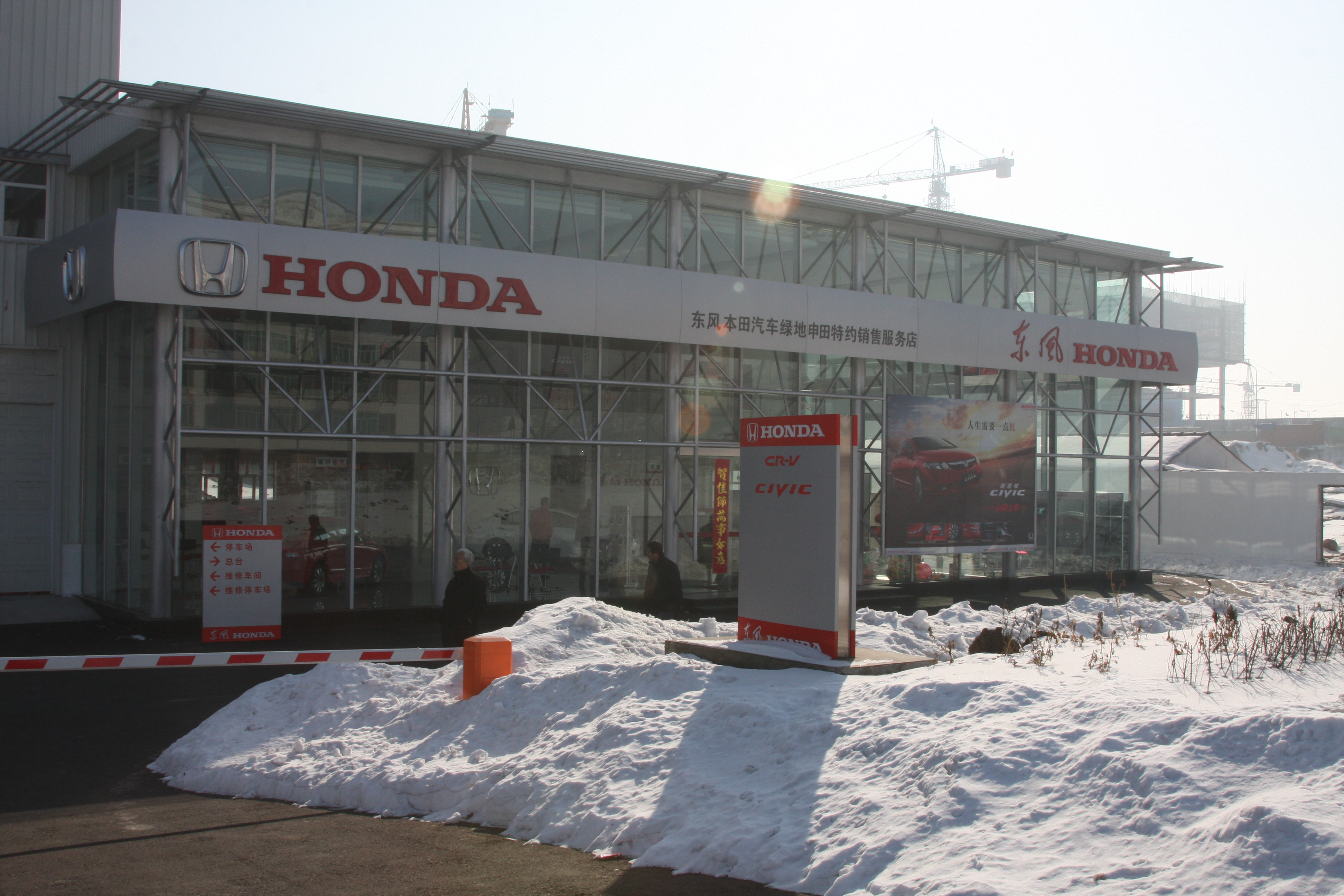
牡丹江4S店
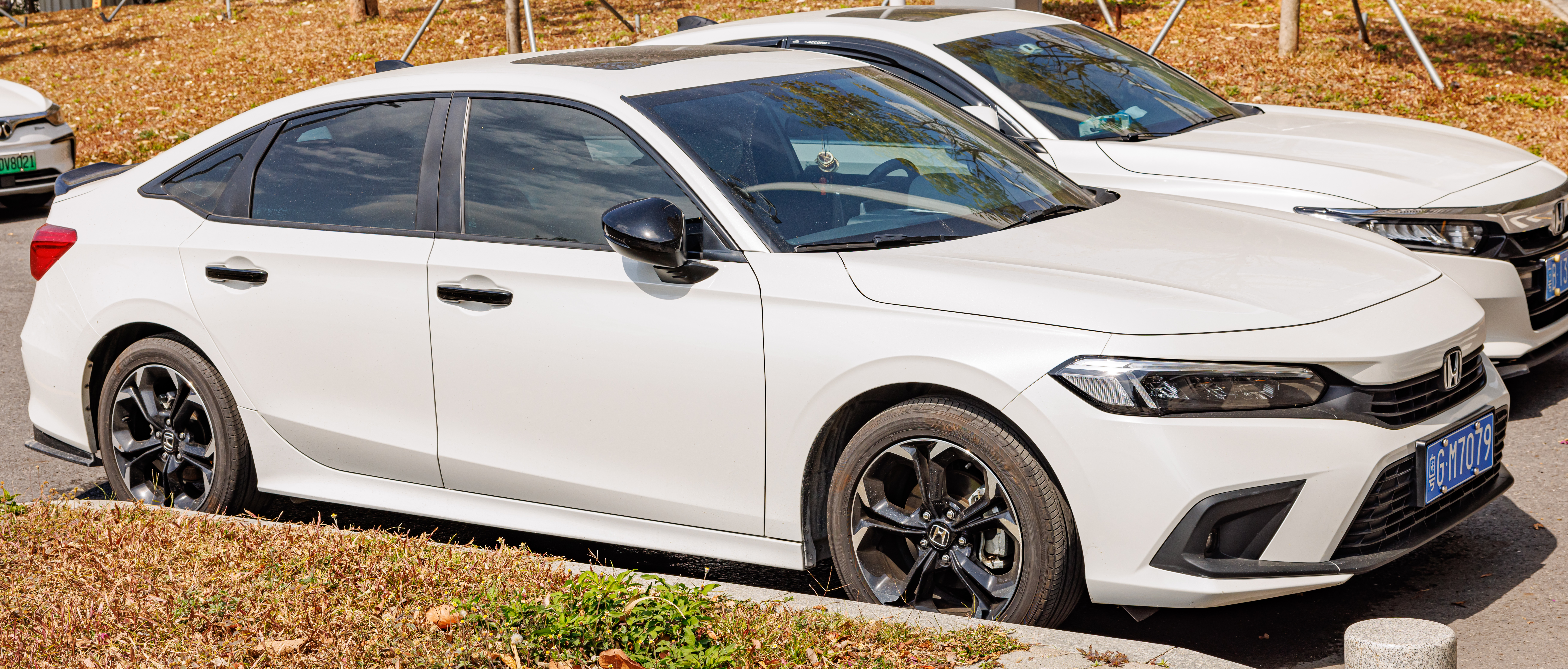
东风Civic
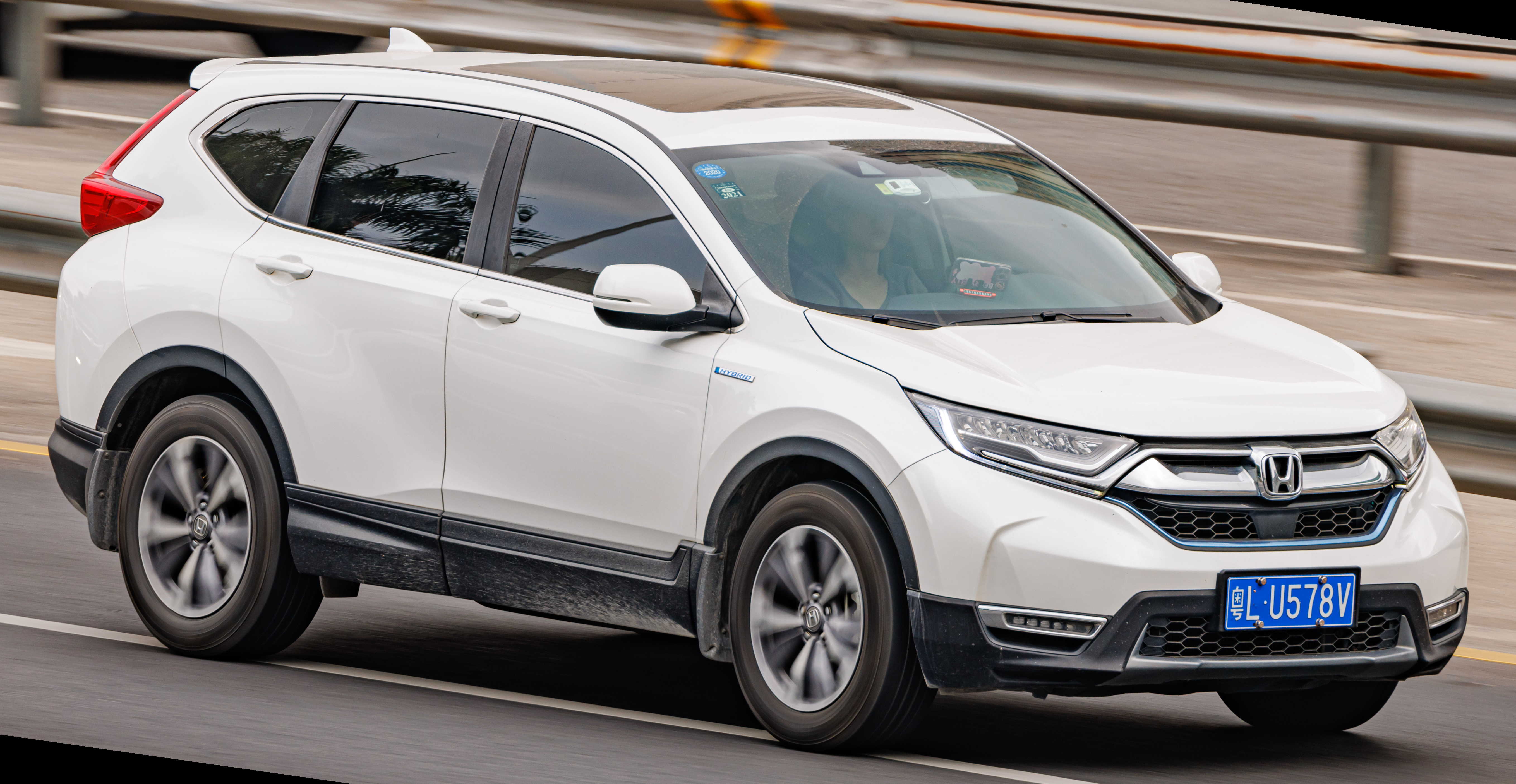
东风CR-V
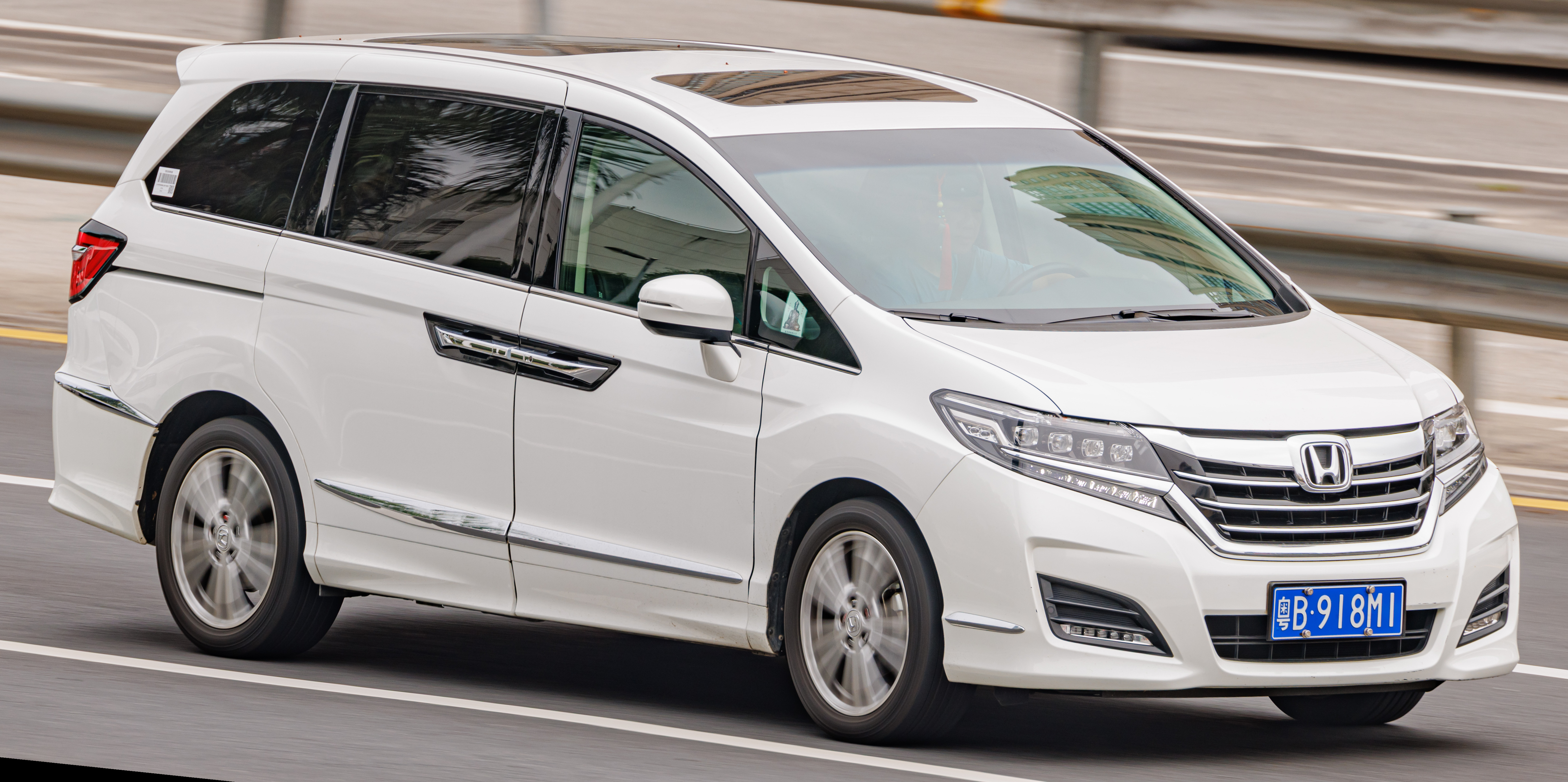
东风Elysion
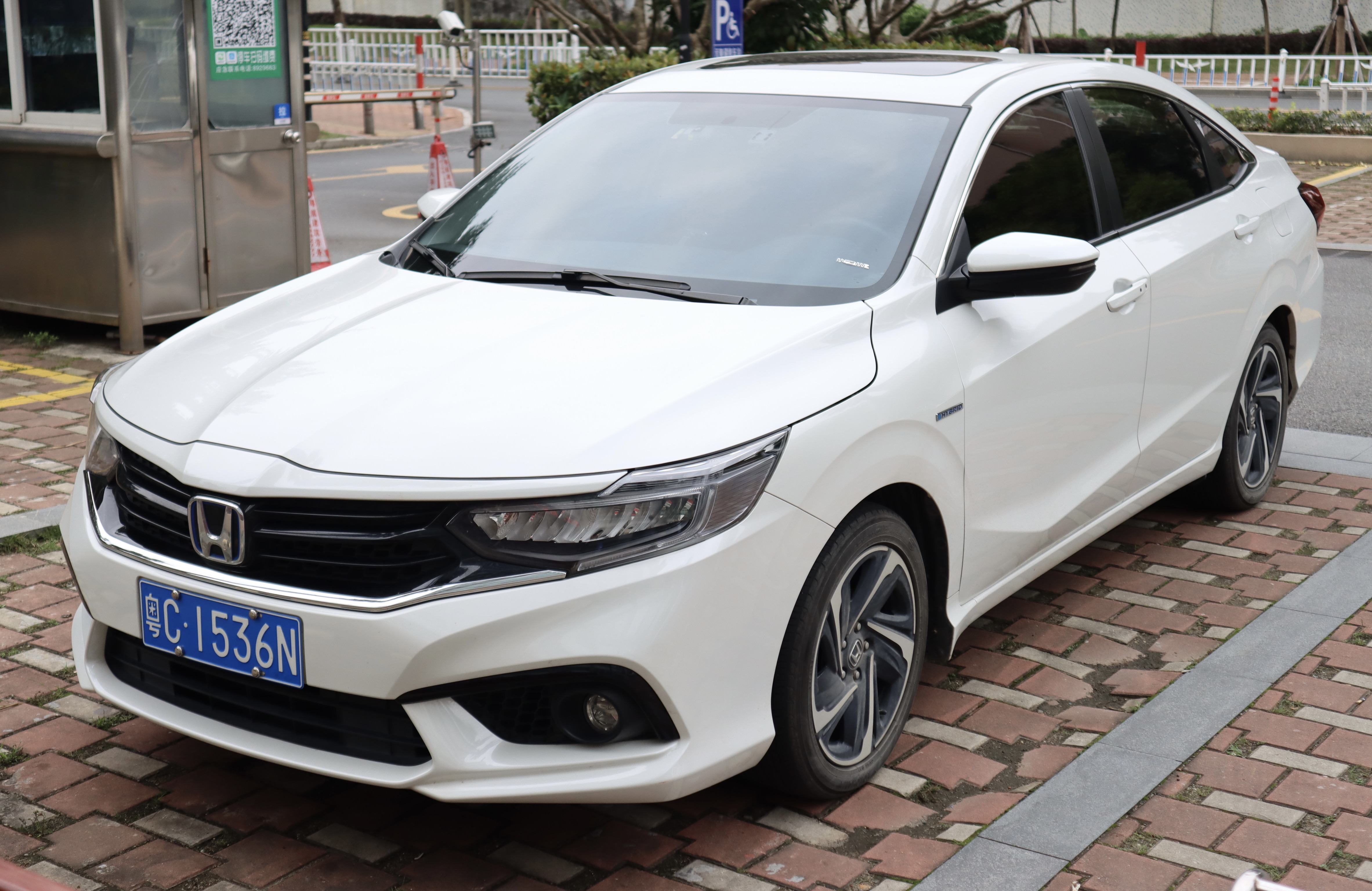
东风Envix
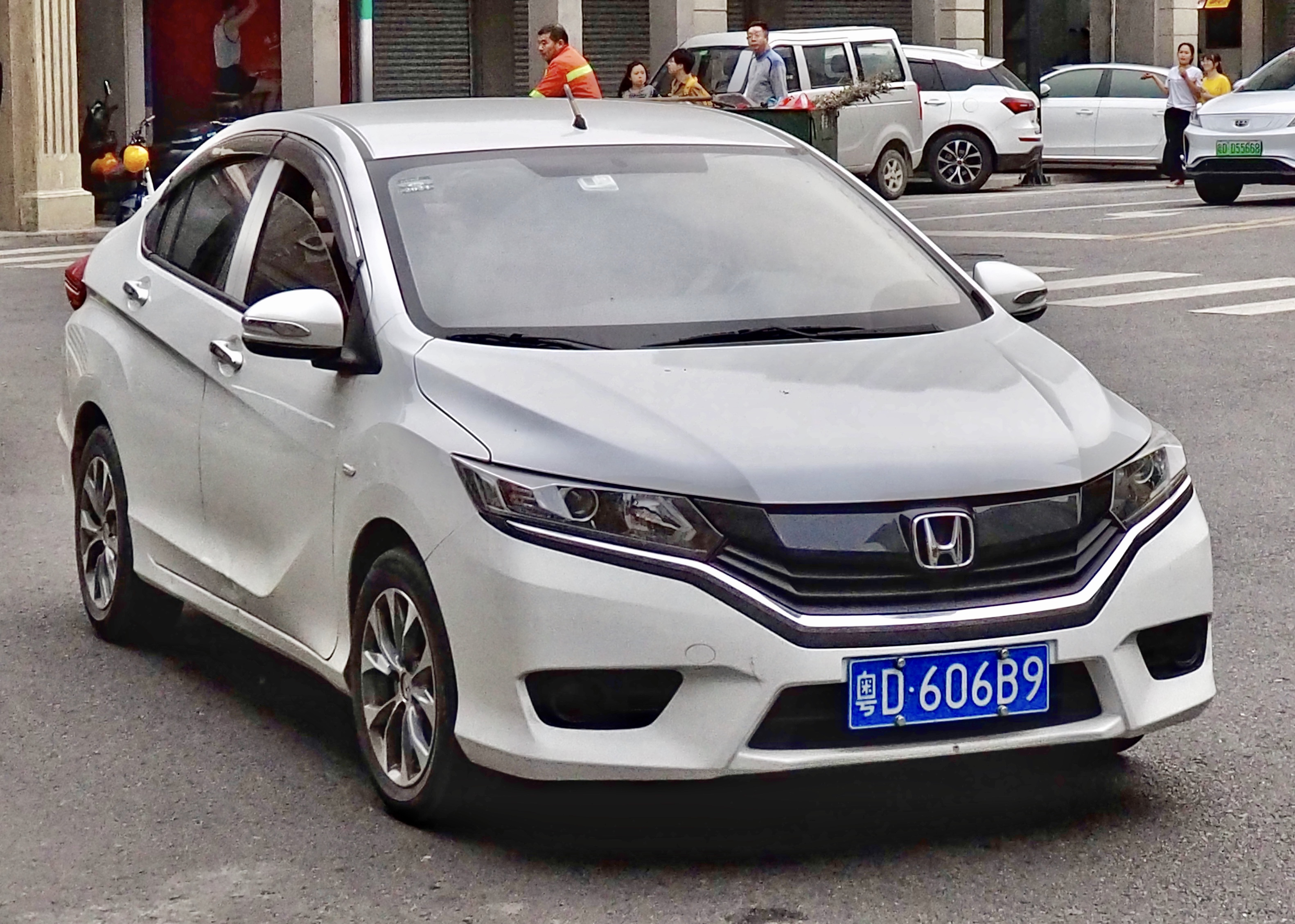
东风Greiz
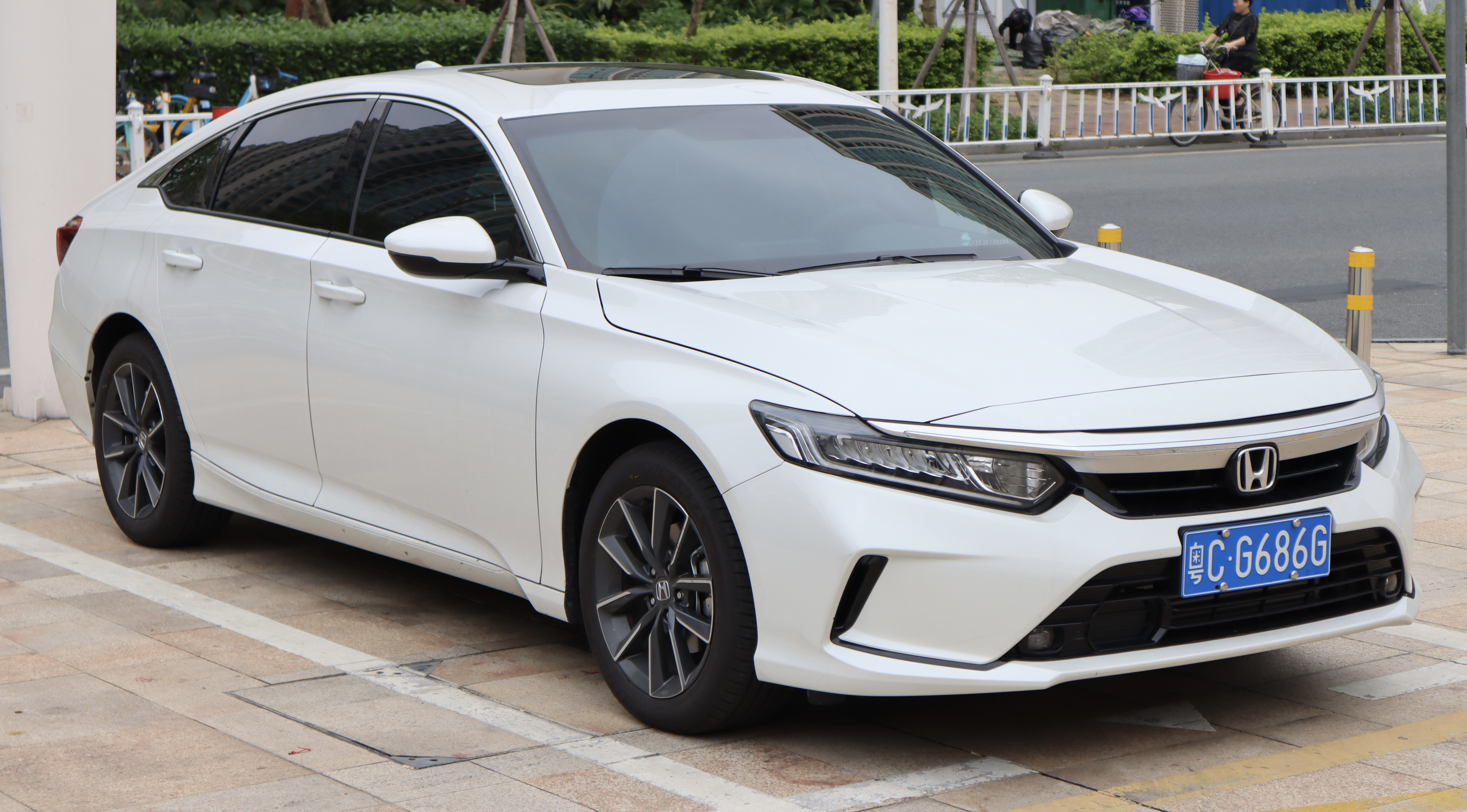
东风Inspire
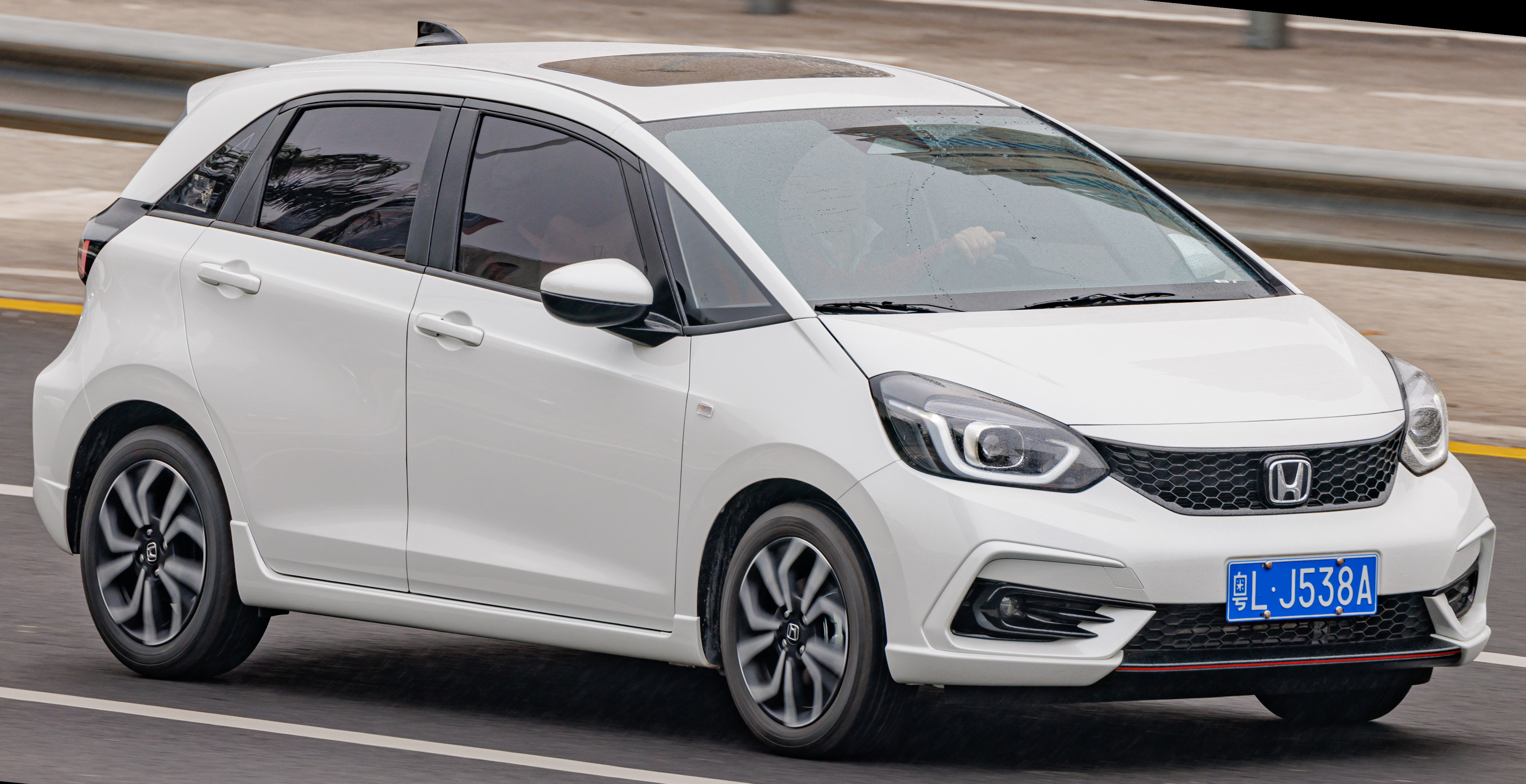
东风Life
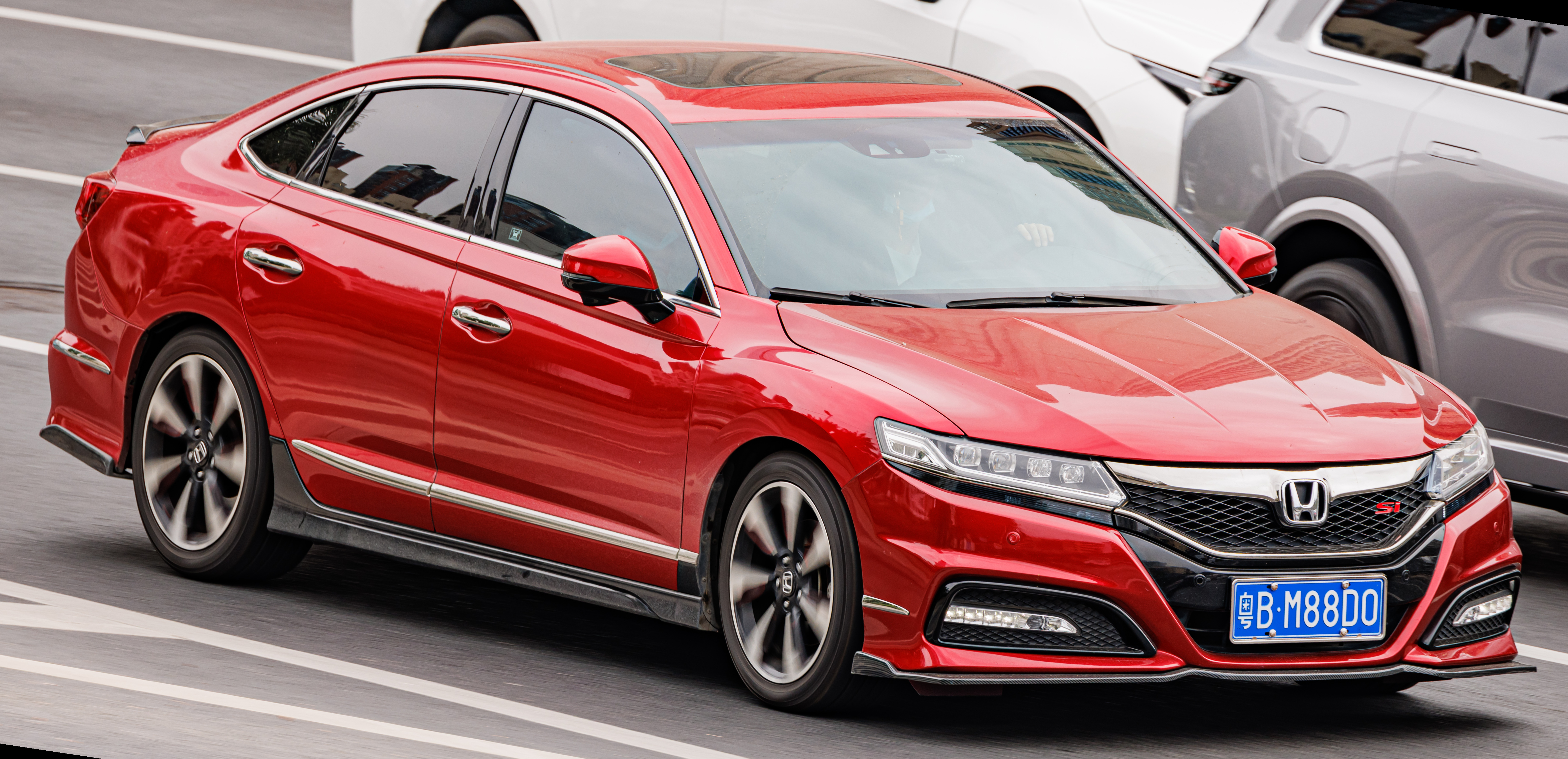
东风Spirior
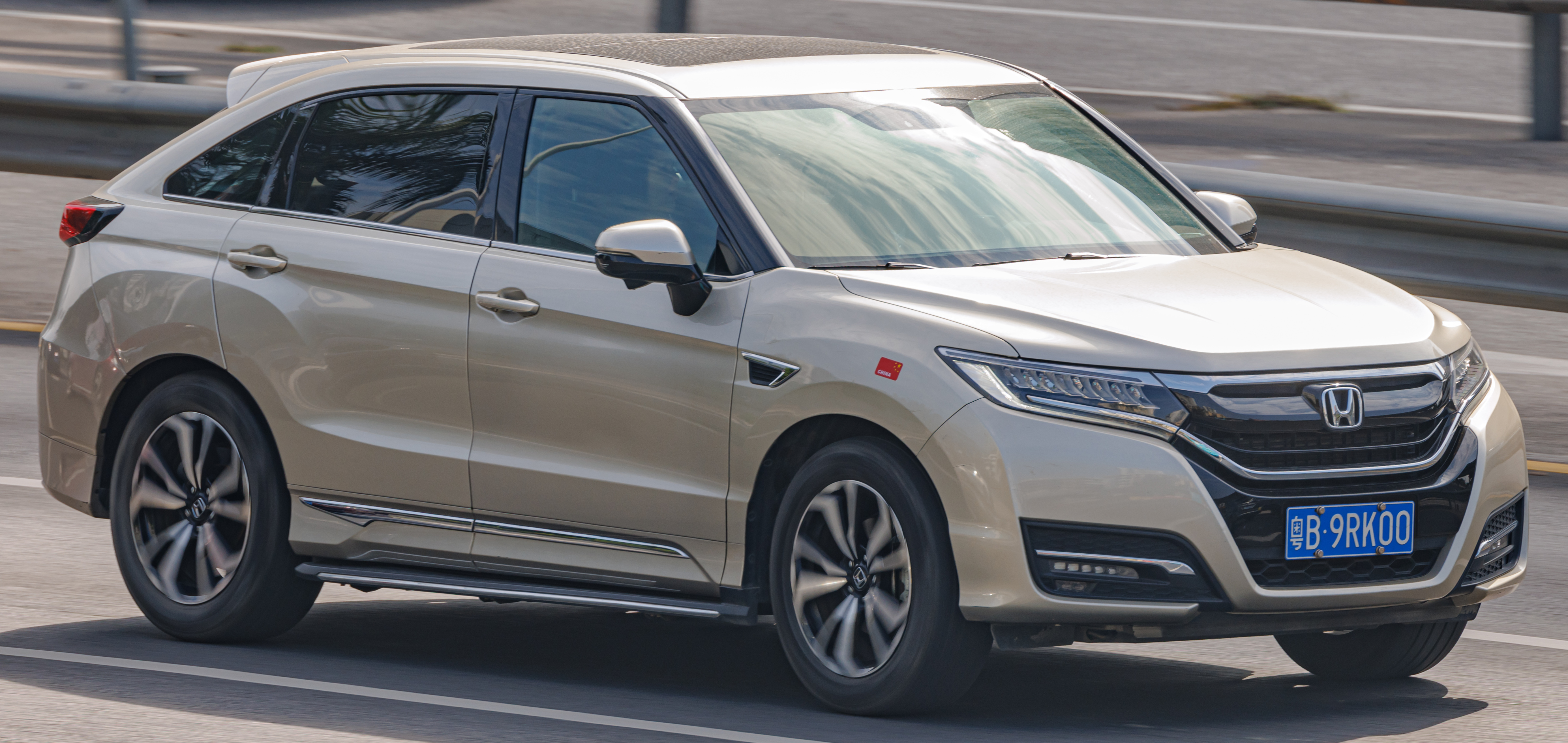
东风UR-V
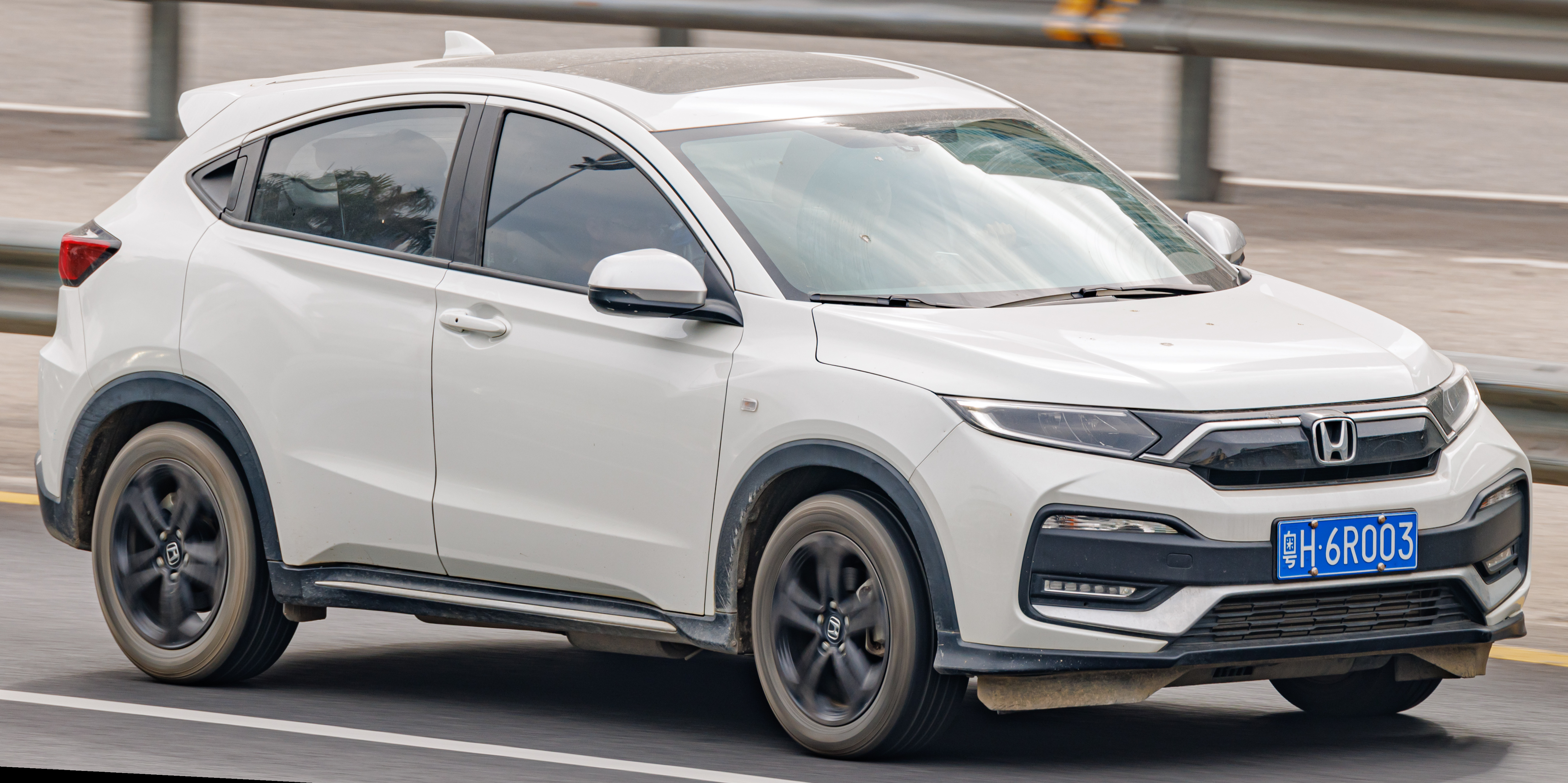
东风XR-V